# Bloody Mary (Supernatural)
Bloody Mary is de vijfde aflevering van de televisieserie Supernatural, die voor het eerst werd uitgezonden op The WB Television Network op 11 oktober 2005. De aflevering is geschreven door Eric Kripke, Ron Milbauer en Terri Highes Burton en geregisseerd door Peter Ellis. De broers Sam en Dean onderzoeken een vreemde gebeurtenis die veel weg heeft van de legende van Bloody Mary.

## Verhaallijn
Sam ontwaakt uit een nachtmerrie over Jessica, terwijl hij met zijn broer onderweg is naar een lijkenhuis. Hij en Dean gaan daarheen om het lichaam van Steven Shoemaker te bekijken. Hoewel de oorzaak van Stevens dood onduidelijk is, is wel bekend dat zijn ogen vloeibaar zijn geworden en dat zijn schedel vol met bloed zat. Sam en Dean bezoeken Shoemakers huis na de begrafenis. Daar ontmoeten ze de dochters van Steven Shoemaker en hun vriendinnen Jill en Charlie. Lily Shoemaker onthult dat ze zich verantwoordelijk voelt voor zijn dood na het oproepen van Bloody Mary.
De broers gaan op zoek naar aanwijzingen in de badkamer, totdat Charlie hen vindt. Ze zeggen dat ze denken dat er iets verdachts is aan de dood van Steven en Sam geeft Charlie zijn telefoonnummer voor het geval dat ze iets te weten komt. Later die nacht wanneer Charlie met Jill aan de telefoon praat, zegt Jill 'Bloody Mary' drie keer in de spiegel. Kort daarna ziet ze zichzelf voor een spiegel en de ogen in de reflectie gaan bloeden. De reflectie zegt: "Jij hebt die jongen gedood" en dan beginnen haar eigen ogen te bloeden.
Charlie meldt Jills dood aan Sam en Dean en helpt hen toegang te krijgen tot Jills slaapkamer. Ze zien daar de naam "Gary Bryman" op de achterkant van haar spiegel staan. Onderzoek wijst uit dat dit de naam is van een jongen die omkwam nadat hij was aangereden door Jills auto. Bij het huis van de Shoemakers vinden ze de naam "Linda Schoenmaker" gegraveerd op de spiegel, de naam van de echtgenote van Steven die overleden is na een overdosis slaappillen. Dean begint een onderzoek naar alle sterfgevallen van vrouwen, genaamd Maria, die stierven voor een spiegel. Hij komt achter de dood in Indiana van Maria Worthington. De broers reizen naar Indiana en spreken de detective die haar moord heeft onderzocht. Maria was 19 toen iemand in haar appartement had ingebroken, ze was vermoord en haar ogen waren uit haar hoofd gesneden met een mes. Voordat ze stierf probeerde ze aan de voorkant van een grote spiegel de naam van haar moordenaar op te schrijven, maar ze slaagde er alleen in om TRE op te schrijven. Een chirurg genaamd Trevor Sampson werd verdacht, maar er kon niets worden bewezen en de moord bleef onopgelost. Hoewel haar lichaam is gecremeerd, denken de broers dat Maria's geest gevangen zit in de spiegel.
Ondertussen staan Donna Shoemaker en Charlie in de badkamer van de school, waar Donna drie keer "Bloody Mary" zegt. Charlie begint Maria in elk reflecterende oppervlakken te zien. Radeloos, zoekt ze Sam en Dean op. Ze had ooit een vriendje, die gedreigd had om zichzelf te doden als ze hem zou verlaten. Toen ze wegging, pleegde hij inderdaad zelfmoord. Sam en Dean besluiten dat ze, om Maria te vernietigen, moeten roepen in haar eigen spiegel. Sam biedt aan om het te doen. Na de oproeping van Maria beginnen Sams ogen te bloeden. Zijn reflectie beschuldigt hem ervan verantwoordelijk te zijn voor de dood van Jessica en onthult dat hij dagen van tevoren nachtmerries had over hoe ze zou sterven, maar er niet in slaagde om haar te waarschuwen. Dean slaat de spiegel, maar Maria komt uit het frame. Ze beschuldigt Dean ervan verantwoordelijk te zijn voor de dood van vele mensen. Ten slotte toont Dean aan Maria haar eigen spiegelbeeld, dat haar beschuldigt van het doden van mensen. Dean laat de spiegel vallen en ze verdwijnt.
De broers brengen Charlie naar huis. Sam vertelt haar dat ze zich niet schuldig moet voelen voor de dood van haar vriendje omdat ze het niet heeft kunnen verhinderen. Dean vertelt Sam dat hij zijn eigen advies op moet volgen. Als ze vertrekken, vraagt Dean aan Sam wat zijn geheim was, maar Sam weigert dit te vertellen. Net op dat moment ziet hij Jessica staan op een straathoek in haar nachtjapon, voordat ze verdwijnt.

## Rolverdeling
| Acteur             | Personage                      |
| ------------------ | ------------------------------ |
| Jared Padalecki    | Sam Winchester                 |
| Jensen Ackles      | Dean Winchester                |
| Adrianne Palicki   | Jessica Moore                  |
| Marnette Patterson | Charlie                        |
| Chelan Simmons     | Jill                           |
| Kristie Marsden    | Donna Shoemaker                |
| Genevieve Buechner | Lily Shoemaker                 |
| Duncan Minett      | Steven Shoemaker               |
| Jovanna Huguet     | Bloody Mary / Mary Worthington |
| William S. Taylor  | Detective                      |

## Muziek
“Laugh, I Nearly Died” van The Rolling Stones

“Sugar, We’re Going Down” van Fall Out Boy

“Rock Of Ages” van Def Leppard